# Carnikava (novads)
Carnikava (łot.: Carnikavas novads) – jeden z łotewskich novadsów, funkcjonujący w latach 2009–2021.

## Historia
Novads powstało na terenach należących przed 2009 do rejonu Ryga.
W skład novadsu wchodził obszar pagastsu Carnikava. Jego stolicą zostało miasto Carnikava.
Zlikwidowany w ramach reformy administracyjnej 30 czerwca 2021. Wszedł w całości w skład nowego novadsu Ādaži.